# 尼比鲁碰撞
尼比鲁碰撞，是一个假设的末世论灾难，因地球和一个大型行星类天体发生碰撞或接近碰撞而产生，一些组织相信灾难会发生于21世纪初。相信这一末日事件的人通常把这个天体称为尼比鲁或行星X。这个概念最早由ZetaTalk网站创始人南希·里德尔提出。此說法與2012年瑪雅預言、太阳風暴、地球磁极反转、网络机器人工程的预言等謠言結合，而成為2012年人類滅亡說。

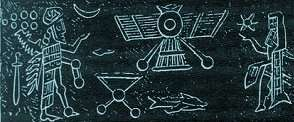
有关于尼比鲁的浮雕

## 起源
尼比鲁是出现在苏美尔人神话中的神，在科幻小說與網路謠言中與迪亞馬特都被當成星球。
撒迦利亞·西琴在1976年出版他研究美索不達米亞的科普書籍，稱為《第十二个天体》。撒迦利亞認為有塊古版塊，上面标的是十二个天体，宣稱除了古蘇美人就能观测到的日、月、水、金、火、木、土以及地球本身之外，还早发现有天王星、海王星的存在，余下的一颗则是连现代人类都没能发现的星球尼比鲁。書中宣稱蘇美人發現尼比鲁曾撞上身為地球前身的迪亞馬特，使後者分裂成两半。分裂后较大的一块及迪亞馬特的主要卫星在撞击后跑到金星与火星之间，形成现在的地球；而另一块则分裂成无数块，成为火星与木星之间的小行星带。此碰撞也產生原稱為金固的月球。後來，尼比鲁星球上的外星人阿努納奇來地球掏金，被蘇美人奉為神明。
後來，一個自稱能與外星人溝通的人——Nancy Lieder，在她的網站上說：「网罟座ζ星系中的一顆行星上的居民警告她說地球處於Planet X星球的襲擊的危險之中。」指尼比魯將要復歸，這一災難的最初預測時間為2003年5月，但是當時什麼也沒發生，隨後災難時間改成了2012年12月，與2012年人類滅亡說聯係起來。
網路謠言宣稱，1983年NASA发射紅外線天文衛星，在獵戶座方向找到这颗当时估计拥有木星那么大的尼比鲁，但NASA卻封鎖消息。
謠言也指2008年7月15日，英国威爾特郡埃夫伯里庄园（Avebury Manor, Wiltshire）突然出现了一个绘有太阳系九大行星轨道的大型麦田圈。隔了一个星期，也就是在2008年7月23日，这个麦田圈的太阳系轨道图突然在一夜之间被修改了，旁边又多了一个新的大彗星麦田圈图案。这颗行星就是外星人暗示尼比鲁將會到來，影響地球的運作。
謠言也說2008年開始人們就可以觀察到尼比鲁，2011年5月起各地都可以用肉眼看到。但至今沒任何人見到，謠言不攻自破。
網路謠言說尼比鲁會造成地球磁極轉向，並使幾天或者幾小時內地殼將會改變內核反方向180度旋轉。但地球反向旋轉是不可能發生的，過去不曾發生，將來也不會。許多報道災難內容的網站將地球旋轉轉向和磁場轉向相互關聯起來。磁場轉向事件平均每40萬年會發生一次。目前知道的是磁場轉向不會對地球上的生命帶來危害。不管怎樣，磁場轉向的事件在未來幾千年中不太可能發生。這些現象與太陽系運行到銀河系中心位置沒有什麼關聯。

## 錯誤稱號
尼比鲁碰撞的信徒由說法初次提出後已經為該假想行星提出了很多名字。實際上，所有這些真實的、假設的或虛構的太陽系物體，與Sitchin描述的尼比鲁或Lieder描述的假想行星並不相似。

### 第九行星

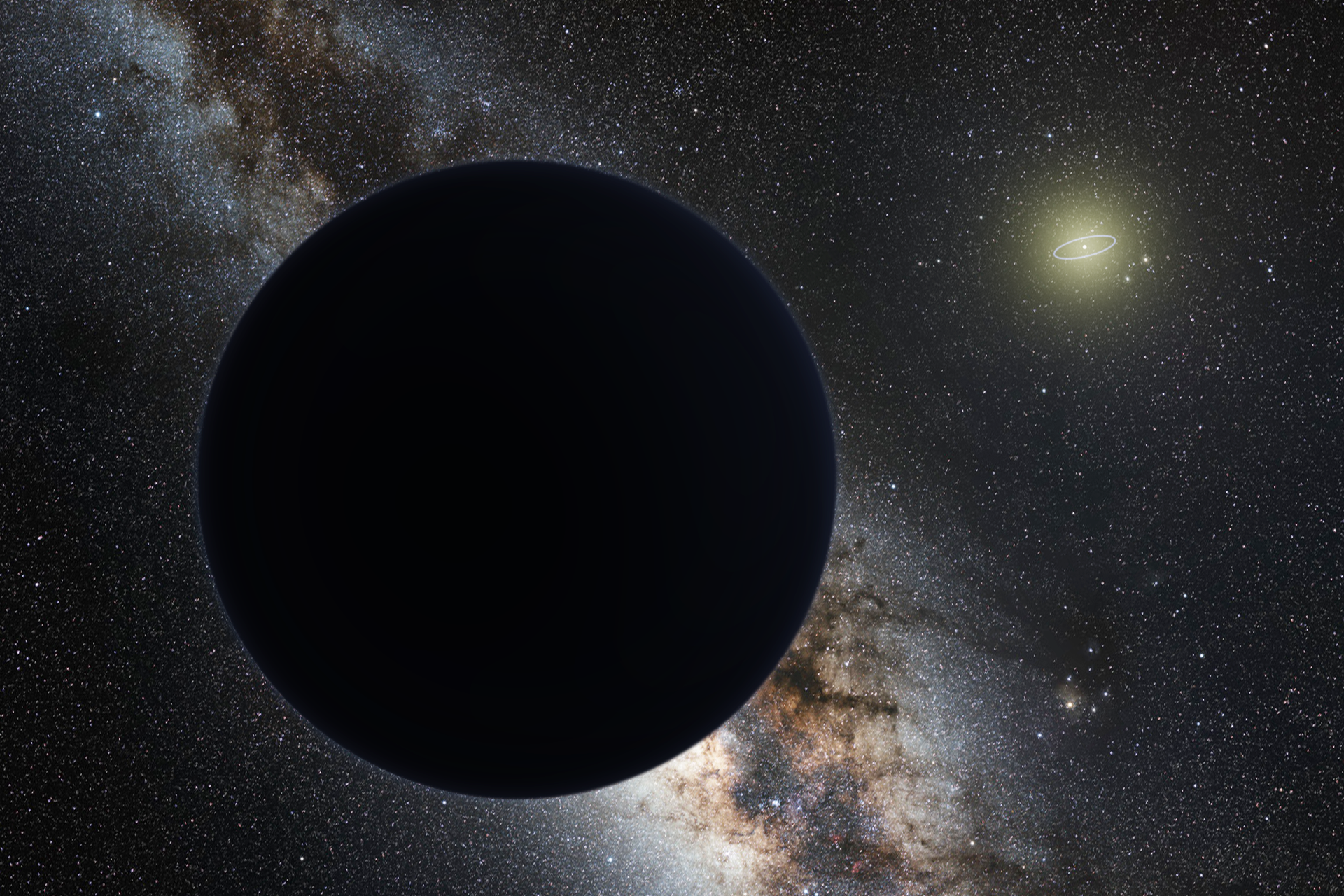
藝術家所想像的第九行星（見標籤版本。）